# 婆羅洲近鯰
婆羅洲近鯰，為輻鰭魚綱鯰形目鯰科的其中一種，為熱帶淡水魚，分布於亞洲婆羅洲西北部淡水流域，體長可達15公分，棲息在泥底質沼澤、酸性水質的底層水域，生活習性不明。

## 扩展阅读
維基物種上的相關：婆羅洲近鯰